# Bolkhovitinov S
Bolkhovitinov S (Sparka – hai (engine)) là một loại máy bay ném bom vận tốc cao, chế tạo thiết kế ở Liên Xô từ năm 1937. Các tên định danh khác là BBS, BB, LB-S hoặc SSS.

## Biến thể
- Bolkhovitinov I
- Bolkhovitinov D

## Tính năng kỹ chiến thuật (Bolkhovitinov S)
Dữ liệu lấy từ Gunston, Bill. "The Osprey Encyclopaedia of Russian Aircraft 1875–1995". London, Osprey. 1995. ISBN 1-85532-405-9
Đặc điểm tổng quát
- Kíp lái: 2
- Chiều dài: 13,2 m (43 ft 4 in)
- Sải cánh: 13,8 m (45 ft 3-1/4 in)
- Diện tích cánh: 26 m2 (280 ft2)
- Trọng lượng có tải: 5.652 kg (12.460 lb)
- Powerplant: 2 × Klimov M-103, 715,9 kW (960 hp) mỗi chiêc

Hiệu suất bay
- Vận tốc cực đại: 570 km/h (354 mph)
- Tầm bay: 700 km (435 dặm)

Vũ khí trang bị
- 1 x súng máy ShKAS 7,62mm.
- Sau có thêm 2 x súng máy UBT 12,7mm
- 400 kg (882 lb) bom